# كريستيان بلانر
كريستيان بلانر (بالألمانية: Christian Planer)، من مواليد 15 مايو 1975، هو لاعب رماية نمساوي، حقق بلانر الميدالية البرونزية في دورة الألعاب الأولمبية، والتي استضافتها العاصمة اليونانية أثينا عام 2004.